# Guerau II de Cabrera

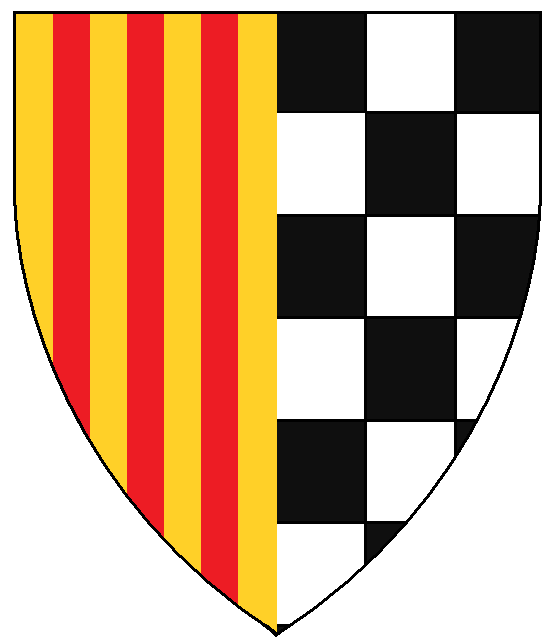
Escut d'armes dels vescomtes d'Àger

Guerau II de Cabrera (v.1066-1132), va ser un noble català de la Baixa edat mitjana. Ostentava el títol de Vescomte de Girona, Vescomte del Baix Urgell (anteriorment Vescomte d'Àger), senyor de Cabrera i d'Àger. Tot i que de facto, se'l coneix com a Vescomte de Cabrera (títol que acabaria substituint el de Vescomte de Girona) i Àger (nom que es tenia per sinònim del de Vescomte del Baix Urgell).

## Orígens familiars
Fill del Ponç I de Cabrera i de Letgarda de Tost, filla d'Arnau Mir de Tost. Del primer heretà els títols de Girona i Cabrera, i de la segona, el d'Àger.

## Núpcies i descendents
Es va casar amb Elvira i amb Estefania. Amb Estefania van tenir 4 fills:
- Ponç II de Cabrera, que succeí al seu pare en el Vescomtat de Girona i a la seva mare en el Vescomtat d'Àger.
- Guerau-Ferrer de Cabrera, que succeí a la seva mare en la Baronia de Montclar, i els senyorius de Montsonís i Les Ventoses.
- Bernat
- Pere

Sobrequés menciona l'existència d'un tercer casament, el darrer, amb Gelvira, dama lleonesa. És possible doncs, que aquesta Gelvira fos l'Elvira mencionada a l'Enciclopèdia Catalana (per similitud) i que per tant existeixi un altre nom per a la tercera muller en discòrdia.

## Fets destacats

### A la cort dels Comtes de Barcelona
Tot i que es marca el 1105 com a data en què va esdevenir vescomte de Cabrera (data de la mort del progenitor), Sobrequés menciona que ja ostentava el títol anys abans de la mort del seu pare Ponç de Cabrera. El relleu generacional va ser progressiu, entre Ponç I i Guerau II. Tant és així, que en les disputes entre bàndols nobiliaris després del fraticidi de Ramon Berenguer II per part del seu germà Berenguer Ramon II, Guerau ja es trobava acompanyant el seu pare en el "partit del seny" que mirava de posar pau entre les faccions encontrades. Posteriorment, pare i fill eren presents en el consell de nobles que acompanyava Ramon Berenguer III, si bé, quan aquest va adquirir la majoria d'edat, va anar prescindint dels consellers heretats del seu oncle i s'envoltà de la seva pròpia gent de confiança. Aquest fet va deixar fora a Ponç I, mentre que Guerau II va romandre al consell. Vers el nou comte, Guerau li juraria fidelitat pels castells de Blanes, Argimon i Cabrera, justament els mateixos que figuraven al pacte que els pares d'ambdós signaren el 1071. Aquest cop però, Guerau afegiria les forces de la vila de Girona.
En dates properes al 1094, quan es preparava la conquesta de Balaguer, Àger fou erigida en centre d'un vescomtat anomenat Vescomtat del Baix Urgell, que fou donat a Guerau, net d'Arnau Mir de Tost. En el seu testament del 1132, aquest vescomte ja es titula vescomte d'Àger. D'aquesta manera, Guerau es trobava havent de fer vassallatge a dos comtes: d'una banda a Ermengol IV, comte d'Urgell, del qui depenia el vescomtat d'Àger, i de l'altra banda de Ramon Berenguer III, comte de Barcelona,de qui depenia el vescomtat de Girona.

### Conquesta de Balaguer
Va col·laborar amb Ermengol IV i Ramon Berenguer III en la conquesta l'any 1106 de la ciutat de Balaguer, que a partir d'aquell moment es va convertir en la capital del comtat d'Urgell. Col·laboració que es produí malgrat les tibants relacions amb el seu senyor Ermengol IV, comte d'Urgell.

### Conquesta de Mallorca
No queda clar el paper que Guerau II va tenir en la conquesta de Mallorca. Citant a Tonic com a referència, Sobrequés afirma que el 1114, Guerau II va ser un dels senyors que va acompanyar Ramon Berenguer III en la seva expedició a les Balears. Però en el mateix autor, en una altra de les seves obres, tenint com a font a Mise, el sigua com un dels cavallers que el comte de Barcelona va deixar en terra ferma per a defensar els comtats de possibles atacs. I a fe que fou necessari, vistes les diverses incursions perpetrades pels almoràvits, que arribaren fins a les portes de Barcelona. Aquesta darrera opció és també la defensada en l'Enciclopèdia Catalana, situant-lo amb el vescomte de Cardona com a lloctinents.